# Cenzi von Ficker

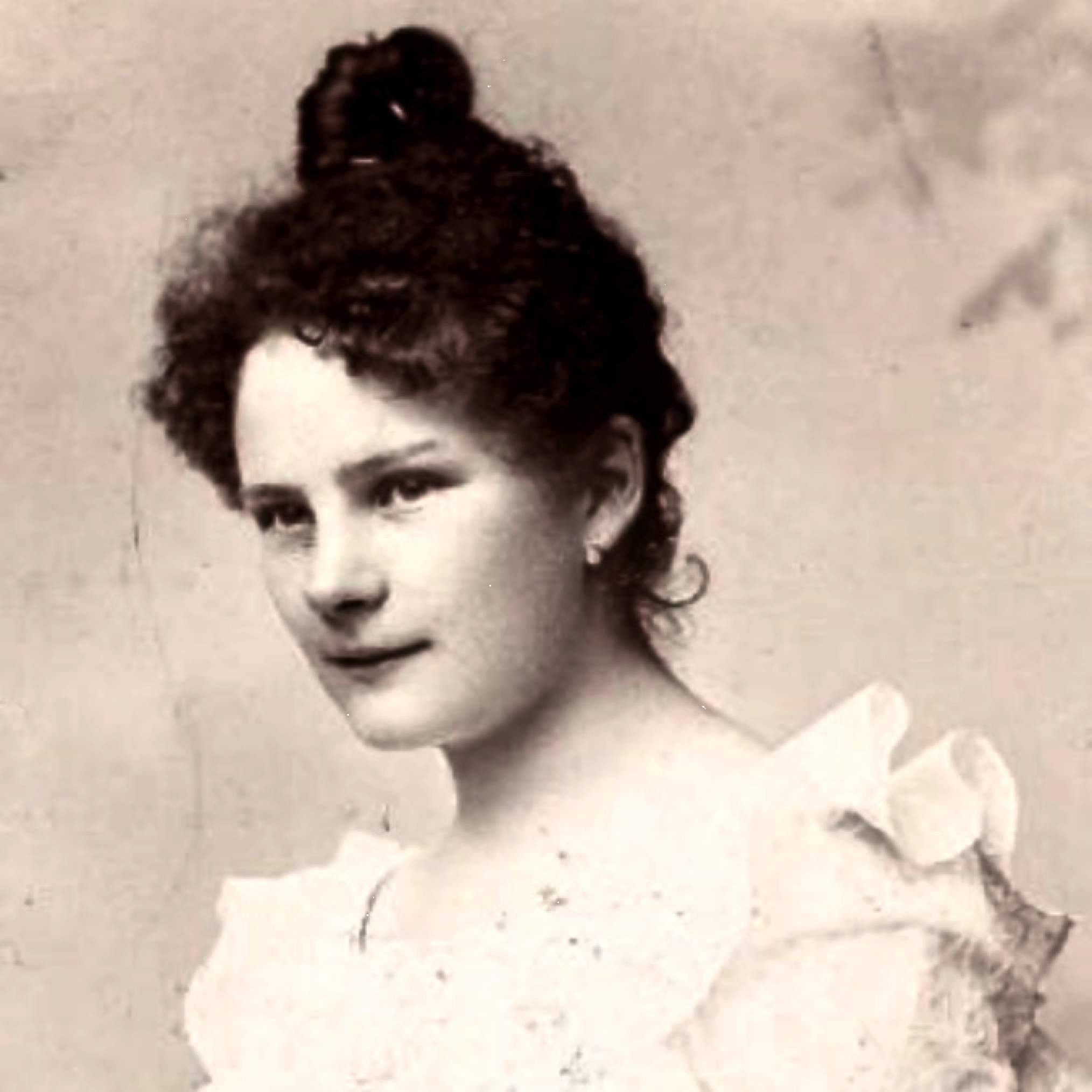
Cenzi von Ficker um 1900

Cenzi von Ficker (eigentlich Creszenz von Ficker, verheiratete Sild; * 1. September 1878 in München; † 26. August 1956 auf Burg Stauf) war eine österreichische Bergsteigerin. Sie gehörte vor dem Ersten Weltkrieg aufgrund ihrer Beteiligung an der Expedition zur Erstbesteigung des Uschba im Kaukasus unter dem Spitznamen Uschba-Mädel zu den bekanntesten österreichischen Bergsteigerinnen.

## Leben
Cenzi von Ficker wurde als zweitältestes Kind und zweite Tochter des an der Innsbrucker Universität lehrenden Historikers Julius von Ficker geboren. Ihre drei jüngeren Brüder waren Ludwig, Heinrich und Rudolf von Ficker.
Gemeinsam mit ihrem Bruder Heinrich begann sie in ihrer Jugend mit Touren im Karwendel und Wettersteingebirge. Mit 20 Jahren wurde sie Mitglied im Österreichischen Alpenklub (ÖAK). Schnell erarbeitete sie sich einen Ruf als kühne Kletterin und gute Tourengeherin. 1901 machte sie erstmals Touren im Wallis rund um Zermatt. Das Bergsteigen war für sie ein Weg, „sich allein aus all der Stubenhockerei heraus einen Weg ins Freie zu bahnen“.
Bekannt wurde Cenzi von Ficker vor allem durch ihre Teilnahme an der 1903 von Willi Rickmer Rickmers organisierten Kaukasus-Expedition. Gemeinsam mit Rickmers, ihrem Bruder und Adolf Schulze war sie am ersten Versuch der Erstersteigung des 4737 m hohen Uschba-Südgipfels beteiligt, der damals als schwerster Berg der Welt galt. Nachdem Schulze im Vorstieg schwer gestürzt war, wobei sich ihr Bruder als dessen Sicherungspartner erheblich verletzte, barg sie gemeinsam mit Rickmers und einem Träger die beiden Verletzten und sicherte den Abstieg ins Hochlager. Beim zweiten und erfolgreichen Versuch Schulzes nur wenige Tage später war sie allerdings nicht dabei.

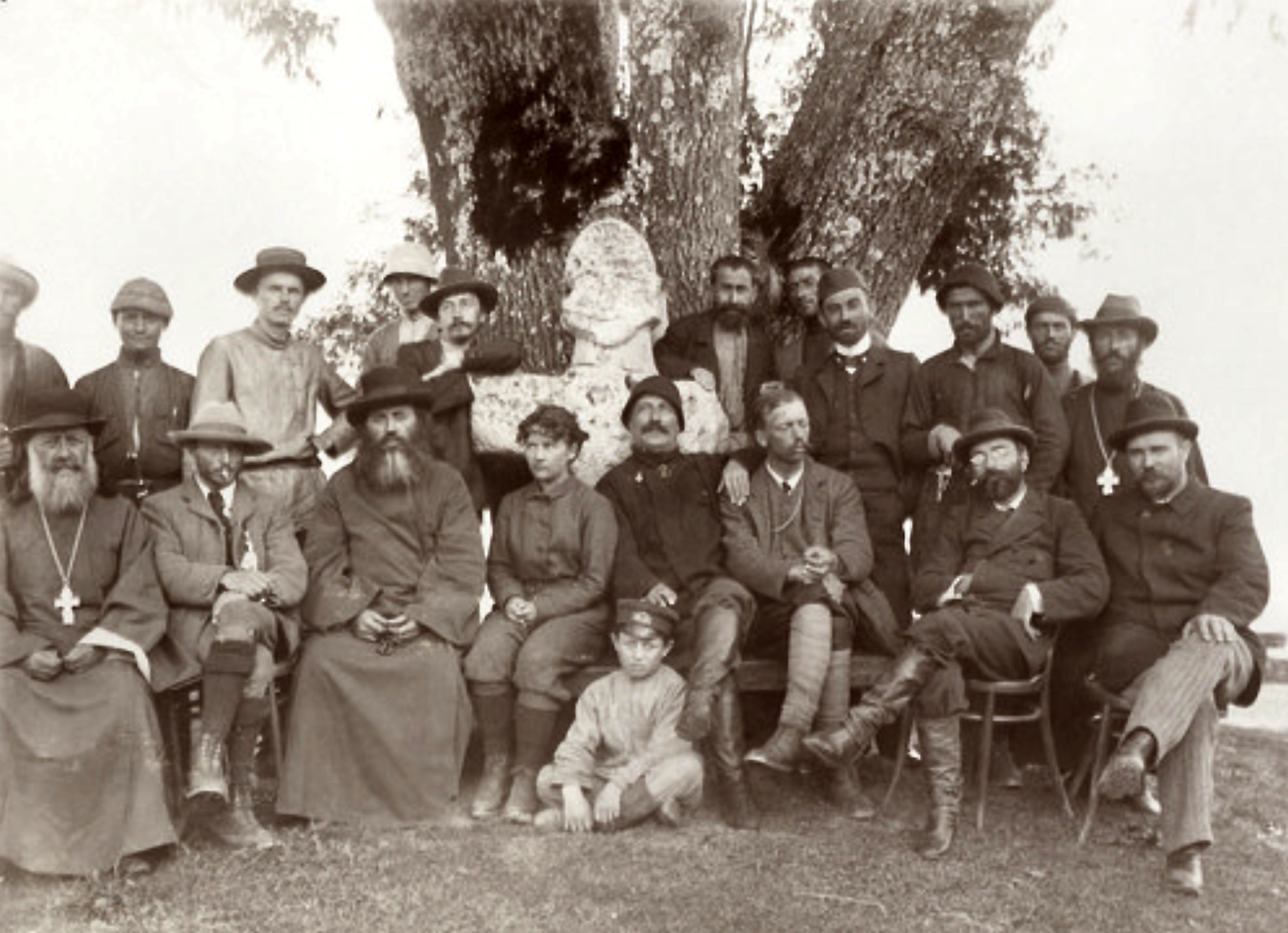
Die Kaukasus-Expedition 1903 mit Cenzi von Ficker (1. Reihe, 4. von links), Fürst Dadeschkeliani (1. Reihe, 5. von links) und Willi Rickmer Rickmers (1. Reihe, 6. von links)

Cenzi von Ficker gelang zum Abschluss der Kaukasus-Expedition noch die Erstbesteigung mehrerer kleinerer Gipfel, darunter eines bislang namenlosen, 3860 Meter hohen Bergs, der daraufhin nach ihr benannt wurde und den Namen „Tsentsi Tau“ erhielt. Dem Fürsten Dadeschkeliani von Swanetien hatte der Mut von Cenzi von Ficker bei der Rettung ihrer verletzten Gefährten sehr imponiert – sie erhielt von ihm den Uschba formell geschenkt. Die Schenkungsurkunde befindet sich im Alpinen Museum in München. Nach ihrer Rückkehr wurde sie in Deutschland und Österreich als unerschrockene Alpinistin gefeiert und als „Uschba-Mädel“ populär. In den Folgejahren absolvierte sie weitere Bergtouren, meist in Begleitung ihres Bruders.
1906 nahm sie an einer von Rickmers organisierten Expedition nach Turkestan teil, die sie bis in den Pamir und dort an den riesigen Fedtschenko-Gletscher führte. Auf dieser Expedition bestieg sie mehrere bislang unerstiegene Gipfel in der Peter-I.-Kette des Pamir. 1908 heiratete Cenzi von Ficker den Wiener Rechtsanwalt und Bergsteiger Hans Sild († 15. November 1937). Sild löste auch ihren Bruder als Partner bei Berg- und Skitouren ab. Gemeinsam mit ihm reiste sie 1913 erneut in den Pamir und nach Samarkand. Im gleichen Jahr stand sie als erste Skifahrerin auf dem Großvenediger. Das Ehepaar bekam in den Folgejahren drei Söhne. 1914 musste ihr Mann als Offizier der k.u.k. Kaiserjäger in den Krieg, aus dem er 1917 schwer verwundet heimkehrte.
In den 1920er Jahren ging das inzwischen in Wien wohnende Ehepaar Sild weiterhin regelmäßig auf alpine Touren, allmählich begleitet von den drei Söhnen, die ebenfalls gute Bergsteiger wurden. 1937 ernannte der ÖAK Cenzi Sild zum ersten weiblichen Ehrenmitglied. Im gleichen Jahr stürzte allerdings ihr ältester Sohn Ulrich Sild (1911–1937), genannt „Uli“, in der Südwestwand der Stangenwand der Hochschwabgruppe tödlich ab, wenige Monate danach starb ihr Mann nach längerer Krankheit. Die beiden anderen Söhne Hans Henning und Meinhart (letzterer war ab 1938 persönlicher Referent von Arthur Seyß-Inquart für den Deutschen Alpenverein) fielen im Zweiten Weltkrieg.
Nach dem Krieg lebte Cenzi von Ficker vor allem bei Freunden der Familie, unter anderem in Innsbruck, Nürnberg und St. Gallen, sowie den Sommer über auf dem Karwendelhaus. Sie starb 1956 nach kurzer Krankheit im Alter von 77 Jahren und wurde in Wien beigesetzt.